# Takaró Mihály
Takaró Mihály (Budapest, 1954. december 29. –) József Attila-díjas magyar író, irodalomtörténész, tanár.

## Élete
Édesapja Takaró Károly,  bátyja Takaró Tamás református lelkipásztor volt. Első diplomáját Janus Pannonius Tudományegyetemen a tanárképző karon magyar–ének szakon szerezte. Középiskolai tanári diplomáját pedig a Kossuth Lajos Tudományegyetemen szerezte Debrecenben. 1978-tól a budapesti Kossuth Lajos Gimnáziumban tanított 1995-ig.
A kilencvenes évek közepén elsőként Magyarországon elkészítette az érettségi útmutatót magyar nyelv és irodalomból. 2004-ig a budapesti Lónyay utcai Református Gimnáziumban egyetemi gyakorlatvezető tanárként dolgozott, ezután fél évtizedet a Fasori Evangélikus Gimnáziumban tanított.
2005 júniusában szerezte harmadik diplomáját a BME közoktatás-vezető és menedzser szakán, ezután a Pázmány Péter Katolikus Egyetemen oktatott. Jelenleg az Oktatási Hivatal külső munkatársa és a vecsési Petőfi Sándor Katolikus Gimnázium tanára. A Trianoni Szemle alapító szerkesztőinek egyike. A Magyar Írószövetség tagja, jelenleg vezetőségi tagja.
2012-ben kezdeményezésére került az új Nemzeti Alaptantervbe többek között Herczeg Ferenc, Tormay Cécile, Szabó Dezső és Nyirő József.
2010 óta több tévéműsort vezet a közmédiában.

## Díjai
- Erdélyi Magyar Örökség díj (2008)
- Pongrátz Gergely-érdemkereszt (2012)
- Magyar Örökség díj (2014)
- A Magyar Érdemrend lovagkeresztje (2014)
- Budapestért díj (2014)
- Csepel díszpolgára (2014)
- Bocskai-díj (2015)
- Németh László-díj (2018)
- József Attila-díj (2019)
- Tőkéczki László-díj (2022)[4]
- Madách-díj (2023)
- Széchenyi-díj (2025)[forrás?]

## Művei
- Kánaán felé. Versek; Püski, Bp., 2004
- Raffay Ernő–Takaró Mihály–Vekov Károly: Wass Albert igazsága. A gróf emigrált, az író otthon maradt; tan. Balázs Ildikó, Lukácsi Éva; Szabad Tér, Bp., 2004
- Wass Albert regényeinek világa. A XX. századi Erdély krónikása a világban; Masszi, Bp., 2004
- Csönd-parázson szóforgácsok. Versek; Masszi, Bp., 2007
- Jeruzsálemi hétvége. Versek, novellák; Püski, Bp., 2013
- Kárpát-medencei magyar irodalom 1920-tól az ezredfordulóig. Irodalomtörténeti kézikönyv és szöveggyűjtemény; szerk. Takaró Mihály; Méry Ratio, Šamorín, 2017
- Génemlékezet; Püski, Bp., 2021

## Portré
- Kettesben Szabó Anettel – Takaró Mihály (2018) – Echo TV